# Svartvråkar
Svartvråkar (Buteogallus) är ett släkte i familjen hökar som förekommer från sydvästra USA till centrala Argentina. Örnarna solitarius och coronatus placerades tidigare i det egna släktet Harpyhaliaetus, men DNA-studier visar att de är imbäddade bland övriga svartvråkar. Detsamma gäller vithuvad vråk och skiffervråk, tidigare Leucopternis.
Släktet svartvråkar består numera av nio arter:
- Skiffervråk (B. schistaceus)
- Mindre svartvråk (B. anthracinus)
- Kubasvartvråk (B. gundlachii)
- Krabbvråk (B. aequinoctialis)
- Savannvråk (B. meridionalis)
- Vithuvad vråk (B. lacernulatus)
- Större svartvråk (B. urubitinga)
- Eremitörn (B. solitarius)
- Chacoörn (B. coronatus)

Ytterligare två arter dog ut under holocen:
- Goliatsvartvråk (B. borrasi) – förekom på Kuba
- Royvråk (B. royi) – förekom på Kuba
- Vargvråk – förekommer på Kuba och Hispaniola